# Championnats d'Europe juniors d'athlétisme 1975, résultats détaillés
Les Championnats d'Europe juniors d'athlétisme 1975 se sont déroulés à Athènes, en Grèce.
Voici les résultats détaillés.
| Courses : 100 m - 200 m - 400 m - 800 m - 1 500 m - 3 000 m - 5 000 m Obstacles : 100 m haies - 110 m haies - 400 m haies - 2 000 m steeple Marche : 10 000 m marche Sauts : Hauteur - Longueur - Triple saut - Perche Lancers : Javelot - Disque - Poids - Marteau Relais : 4 × 100 m - 4 × 400 m Épreuves combinées : Décathlon - Pentathlon Tableau des médailles - Légende - Liens externes |

## Résultats

### 100 m
| Rang | Pays                 | Athlète              | Temps   |
| ---- | -------------------- | -------------------- | ------- |
| 1    | Allemagne de l'Ouest | Werner Bastians      | 10 s 52 |
| 2    | France               | Jean-Claude Amoureux | 10 s 53 |
| 3    | Pologne              | Marian Woronin       | 10 s 55 |
| 4    | France               | Éric Guy             | 10 s 55 |
| 5    | Luxembourg           | Roland Bombardella   | 10 s 61 |
| 6    | Allemagne de l'Ouest | Friedhelm Heckel     | 10 s 65 |
| 7    | Espagne              | Josep Carbonell      | 10 s 70 |
| 8    | Pologne              | Janusz Formaniewicz  | 10 s 87 |

| Rang | Pays                 | Athlète         | Temps   |
| ---- | -------------------- | --------------- | ------- |
| 1    | Allemagne de l'Est   | Petra Koppetsch | 11 s 34 |
| 2    | Allemagne de l'Est   | Marlies Olsner  | 11 s 43 |
| 3    | Royaume-Uni          | Wendy Clarke    | 11 s 53 |
| 4    | Union soviétique     | Olga Kostrikova | 11 s 68 |
| 5    | Pologne              | Zofia Filip     | 11 s 70 |
| 6    | Allemagne de l'Ouest | Dagmar Schenten | 11 s 76 |
| 7    | Autriche             | Gaby Hareter    | 11 s 79 |
| 8    | Allemagne de l'Ouest | Birgit Seiring  | 11 s 93 |

### 200 m
| Rang | Pays                 | Athlète            | Temps   |
| ---- | -------------------- | ------------------ | ------- |
| 1    | Allemagne de l'Ouest | Werner Bastians    | 21 s 29 |
| 2    | France               | Marc Machabey      | 21 s 40 |
| 3    | Italie               | Eddy Albertin      | 21 s 53 |
| 3    | Allemagne de l'Ouest | Michael Gruse      | 21 s 53 |
| 5    | Luxembourg           | Roland Bombardella | 21 s 56 |
| 6    | Pologne              | Marian Woronin     | 21 s 65 |
| 7    | Suisse               | Urs Gisler         | 21 s 67 |
| ¨7   | Espagne              | Miguel Angel Arnau | 21 s 67 |

| Rang | Pays                 | Athlète              | Temps   |
| ---- | -------------------- | -------------------- | ------- |
| 1    | Allemagne de l'Est   | Petra Koppetsch      | 23 s 20 |
| 2    | Royaume-Uni          | Wendy Clarke         | 23 s 85 |
| 3    | Autriche             | Silvia Schinzel      | 23 s 93 |
| 4    | Union soviétique     | Lyudmila Kondratyeva | 23 s 98 |
| 5    | Pologne              | Ewa Witkowska        | 24 s 18 |
| 6    | Allemagne de l'Ouest | Claudia Steger       | 24 s 25 |
| 7    | Autriche             | Andrea Muhlbach      | 24 s 85 |
| 8    | France               | Josiane Belrepayre   | 25 s 12 |

### 400 m
| Rang | Pays                 | Athlète        | Temps   |
| ---- | -------------------- | -------------- | ------- |
| 1    | Pologne              | Henryk Galant  | 46 s 88 |
| 2    | Royaume-Uni          | Jurgen Utikal  | 47 s 27 |
| 3    | Allemagne de l'Est   | Bernd Reimann  | 47 s 41 |
| 4    | Pologne              | Edward Antczak | 47 s 44 |
| 5    | Yougoslavie          | Zeljko Knapic  | 47 s 59 |
| 6    | Finlande             | Jaakko Kemola  | 47 s 61 |
| 7    | Allemagne de l'Ouest | Harald Schmid  | 47 s 76 |
| 8    | Allemagne de l'Ouest | Ludger Zander  | 48 s 20 |

| Rang | Pays               | Athlète           | Temps   |
| ---- | ------------------ | ----------------- | ------- |
| 1    | Allemagne de l'Est | Christine Brehmer | 51 s 27 |
| 2    | Allemagne de l'Est | Marita Koch       | 51 s 60 |
| 3    | Belgique           | Rosine Wallez     | 52 s 55 |
| 4    | Union soviétique   | Mariya Kulchunova | 52 s 62 |
| 5    | Pologne            | Genowefa Nowaczyk | 53 s 32 |
| 6    | Autriche           | Silvia Schinzel   | 53 s 60 |
| 7    | Roumanie           | Ibolya Slavik     | 54 s 17 |
| 8    | Autriche           | Andrea Muhlbach   | 54 s 66 |

### 800 m
| Rang | Pays                 | Athlète         | Temps        |
| ---- | -------------------- | --------------- | ------------ |
| 1    | France               | Guy Gabrielli   | 1 min 49 s 8 |
| 2    | Grèce                | Ioannis Konnari | 1 min 49 s 9 |
| 3    | Allemagne de l'Ouest | Rudiger Mohler  | 1 min 50 s 0 |
| 4    | Allemagne de l'Est   | Andreas Busse   | 1 min 50 s 2 |
| 5    | Pays-Bas             | Arno Kormeling  | 1 min 51 s 5 |
| 6    | Union soviétique     | Nikolay Gamov   | 1 min 51 s 8 |
| 7    | Royaume-Uni          | Malcolm Edwards | 1 min 53 s 9 |
| 8    | Royaume-Uni          | Paul Forbes     | 1 min 57 s 9 |

| Rang | Pays               | Athlète           | Performance  |
| ---- | ------------------ | ----------------- | ------------ |
| 1    | Pays-Bas           | Olga Commandeur   | 2 min 05 s 8 |
| 2    | Yougoslavie        | Zora Tomecic      | 2 min 06 s 1 |
| 3    | Belgique           | Rita Thijs        | 2 min 06 s 1 |
| 4    | Allemagne de l'Est | Hildegard Ullrich | 2 min 06 s 5 |
| 5    | Yougoslavie        | Nadija Avdibasic  | 2 min 07 s 7 |
| 6    | Irlande            | Mary Appleby      | 2 min 08 s 3 |
| 7    | Pays-Bas           | Fieke Kamps       | 2 min 08 s 8 |
| 8    | Roumanie           | Elisabeta Bakalar | 2 min 09 s 4 |

### 1 500 m
| Rang | Pays               | Athlète             | Performance  |
| ---- | ------------------ | ------------------- | ------------ |
| 1    | Finlande           | Ari Paunonen        | 3 min 44 s 8 |
| 2    | Union soviétique   | Dmitriy Dmitriyev   | 3 min 45 s 1 |
| 3    | Royaume-Uni        | Sebastian Coe       | 3 min 45 s 2 |
| 4    | Allemagne de l'Est | Frank Forster       | 3 min 45 s 9 |
| 5    | Finlande           | Eero Kinaret        | 3 min 46 s 0 |
| 6    | Norvège            | Per-Oystein Saksvik | 3 min 47 s 4 |
| 7    | Pologne            | Jozef Bak           | 3 min 48 s 4 |
| 8    | Espagne            | José Manuel Abascal | 3 min 48 s 8 |

| Rang | Pays               | Athlète            | Performance  |
| ---- | ------------------ | ------------------ | ------------ |
| 1    | Allemagne de l'Est | Angelika Kuhse     | 4 min 18 s 6 |
| 2    | Danemark           | Loa Olafsson       | 4 min 19 s 6 |
| 3    | Italie             | Gabriella Dorio    | 4 min 19 s 6 |
| 4    | Danemark           | Dorthe S.Rasmussen | 4 min 22 s 5 |
| 5    | Belgique           | Francine Peeters   | 4 min 23 s 5 |
| 6    | Union soviétique   | Zanna Turshunova   | 4 min 25 s 1 |
| 7    | Roumanie           | Erzebet Ambrus     | 4 min 25 s 2 |
| 8    | Suède              | Liz Hjalmarsson    | 4 min 33 s 0 |

### 3 000 m
| Rang | Pays                 | Athlète            | Temps        |
| ---- | -------------------- | ------------------ | ------------ |
| 1    | Belgique             | Yvan Naessens      | 8 min 10 s 6 |
| 2    | Allemagne de l'Ouest | Patriz Ilg         | 8 min 15 s 0 |
| 3    | Espagne              | José Luis Gonzalez | 8 min 17 s 0 |
| 4    | Hongrie              | Ferenc Laposa      | 8 min 18 s 4 |
| 5    | Finlande             | Juhani Holopainen  | 8 min 20 s 8 |
| 6    | Tchécoslovaquie      | Stanislav Tabor    | 8 min 21 s 8 |
| 7    | Suède                | Sievert Ahxner     | 8 min 30 s 8 |
| 8    | Norvège              | Anfin Rosendahl    | 8 min 31 s 8 |

### 5 000 m
| Rang | Pays                 | Athlète               | Performance   |
| ---- | -------------------- | --------------------- | ------------- |
| 1    | Union soviétique     | Pyotr Chernyuk        | 14 min 18 s 0 |
| 2    | Irlande              | John Treacy           | 14 min 19 s 2 |
| 3    | Union soviétique     | Anatoliy Dimov        | 14 min 20 s 6 |
| 4    | Pologne              | Maciej Kunicki        | 14 min 20 s 6 |
| 5    | Allemagne de l'Ouest | Werne Grommisch       | 14 min 20 s 8 |
| 6    | Belgique             | Alex Hagelsteens      | 14 min 28 s 8 |
| 7    | France               | Thierry Watrice       | 14 min 29 s 8 |
| 8    | Italie               | Raffaele Di Benedetto | 14 min 35 s 2 |

### 10 000 m marche
| Rang | Pays               | Athlète            | Temps         |
| ---- | ------------------ | ------------------ | ------------- |
| 1    | Allemagne de l'Est | Roland Wieser      | 43 min 11 s 4 |
| 2    | Allemagne de l'Est | Olaf Pilarski      | 43 min 49 s 0 |
| 3    | Union soviétique   | Mykola Vynnychenko | 44 min 08 s 2 |
| 4    | Italie             | Maurizio Damilano  | 45 min 24 s 0 |
| 5    | Suède              | Bengt Simonsen     | 45 min 43 s 4 |
| 6    | Italie             | Giorgio Damilano   | 46 min 22 s 4 |
| 7    | Suède              | Frank Pettersson   | 46 min 39 s 6 |
| 8    | Hongrie            | Janos Szalas       | 47 min 21 s 8 |

### 110 m haies/100 m haies
| Rang | Pays             | Athlète           | Temps   |
| ---- | ---------------- | ----------------- | ------- |
| 1    | Union soviétique | Aleksandr Puchkov | 14 s 07 |
| 2    | Espagne          | Javier Moracho    | 14 s 46 |
| 3    | Suisse           | Thomas Wild       | 14 s 50 |
| 4    | Union soviétique | Yuriy Chervanyev  | 14 s 68 |
| 5    | Royaume-Uni      | Mark Hatton       | 14 s 72 |
| 6    | Yougoslavie      | Petar Vukicević   | 14 s 77 |
| 7    | Finlande         | Arto Bryggare     | 14 s 86 |
| 0    | Suisse           | Roberto Schneider | DNF     |

| Rang | Pays               | Athlète                | Temps   |
| ---- | ------------------ | ---------------------- | ------- |
| 1    | France             | Laurence Lebeau        | 13 s 77 |
| 2    | Allemagne de l'Est | Ute Glatte             | 13 s 98 |
| 3    | Hongrie            | Xénia Siska            | 14 s 07 |
| 4    | Danemark           | Helle Sichlau          | 14 s 25 |
| 5    | Roumanie           | Mihaela Stoica         | 14 s 28 |
| 6    | Italie             | Patrizia Lombardo      | 14 s 30 |
| 7    | Union soviétique   | Natalya Kokulenko      | 14 s 38 |
| 8    | France             | Anne-Dorothée Cornille | 14 s 50 |

### 400 m haies
| Rang | Pays               | Athlète             | Temps   |
| ---- | ------------------ | ------------------- | ------- |
| 1    | Allemagne de l'Est | Andreas Munch       | 51 s 26 |
| 2    | Allemagne de l'Est | Volker Beck         | 51 s 46 |
| 3    | Espagne            | José Alonso         | 51 s 57 |
| 4    | Suède              | Christer Gullstrand | 51 s 73 |
| 5    | Union soviétique   | Vassiliy Arkhipenko | 52 s 12 |
| 6    | Pays-Bas           | Harry Schulting     | 52 s 33 |
| 7    | Suisse             | Franz Meier         | 52 s 72 |
| 8    | Espagne            | Angel Horcajada     | 53 s 11 |

### 2 000 m steeple
| Rang | Pays             | Athlète              | Performance  |
| ---- | ---------------- | -------------------- | ------------ |
| 1    | Royaume-Uni      | Mickey Morris        | 5 min 34 s 8 |
| 2    | Grèce            | Konstantinos Sakalis | 5 min 37 s 2 |
| 3    | Suède            | Christer Strom       | 5 min 37 s 4 |
| 4    | Pologne          | Zbigniew Krzysiek    | 5 min 38 s 2 |
| 5    | Bulgarie         | Dimitar Minchev      | 5 min 40 s 4 |
| 6    | Union soviétique | Aleksandr Boloto     | 5 min 41 s 0 |
| 7    | Italie           | Riccardo Curasi      | 5 min 43 s 8 |
| 8    | Tchécoslovaquie  | Milan Slovak         | 5 min 52 s 8 |

### Saut en hauteur
| Rang | Pays                 | Athlète            | Hauteur |
| ---- | -------------------- | ------------------ | ------- |
| 1    | Pologne              | Jacek Wszola       | 2,22 m  |
| 2    | Union soviétique     | Vladimir Andreyev  | 2,20 m  |
| 3    | Italie               | Giordano Ferrari   | 2,16 m  |
| 4    | Italie               | Massimo Di Giorgio | 2,14 m  |
| 5    | Allemagne de l'Ouest | Paul Frommeyer     | 2,14 m  |
| 6    | Finlande             | Seppo Peltola      | 2,12 m  |
| 7    | France               | Philippe Darras    | 2,12 m  |
| 8    | Norvège              | Terje Totland      | 2,12 m  |
| 8    | Espagne              | Javier Perez       | 2,12 m  |

| Rang | Pays                 | Athlète            | Hauteur |
| ---- | -------------------- | ------------------ | ------- |
| 1    | Union soviétique     | Alla Fedorchuk     | 1,88 m  |
| 2    | Finlande             | Susanne Sundquist  | 1,86 m  |
| 3    | Allemagne de l'Ouest | Brigitte Holzapfel | 1,80 m  |
| 4    | Italie               | Sandra Dettamanti  | 1,78 m  |
| 5    | Norvège              | Astrid Tveit       | 1,78 m  |
| 6    | Union soviétique     | Galina Prilepina   | 1,78 m  |
| 7    | Roumanie             | Cristina Goschler  | 1,76 m  |
| 8    | Pologne              | Anna Pstus         | 1,73 m  |

### Saut en longueur
| Rang | Pays                 | Athlète           | Distance |
| ---- | -------------------- | ----------------- | -------- |
| 1    | Pologne              | Leszek Dunecki    | 7,98 m   |
| 2    | Allemagne de l'Ouest | Jochen Verschl    | 7,93 m   |
| 3    | Tchécoslovaquie      | Jaroslav Priscak  | 7,84 m   |
| 4    | Allemagne de l'Est   | Lutz Franke       | 7,83 m   |
| 5    | Allemagne de l'Est   | Andreas Lizon     | 7,83 m   |
| 6    | Roumanie             | Tudorel Vasile    | 7,82 m   |
| 7    | Union soviétique     | Vladimir Tsepelev | 7,81 m   |
| 8    | Italie               | Roberto Veglia    | 7,74 m   |

| Rang | Pays                 | Athlète              | Distance |
| ---- | -------------------- | -------------------- | -------- |
| 1    | Union soviétique     | Irina Zhidova        | 6,36 m   |
| 2    | Allemagne de l'Est   | Birgit Grimm         | 6,31 m   |
| 3    | Roumanie             | Doina Spinu          | 6,30 m   |
| 4    | Allemagne de l'Ouest | Anke Weigt           | 6,24 m   |
| 5    | Allemagne de l'Ouest | Karin Hanel          | 6,13 m   |
| 6    | Roumanie             | Gina Panait          | 6,13 m   |
| 7    | Pologne              | Anna Pstus           | 6,00 m   |
| 8    | Yougoslavie          | Snezana Ristivojevic | 5,93 m   |

### Triple saut
| Rang | Pays             | Athlète             | Distance |
| ---- | ---------------- | ------------------- | -------- |
| 1    | Royaume-Uni      | Aston Moore         | 16,16 m  |
| 2    | Union soviétique | Gennadiy Kovtunov   | 16,06 m  |
| 3    | Yougoslavie      | Milos Srejovic      | 15,99 m  |
| 4    | Union soviétique | Vladimir Perevalov  | 15,96 m  |
| 5    | Italie           | Paolo Piapan        | 15,53 m  |
| 6    | Bulgarie         | Georgi Zlatanov     | 15,51 m  |
| 7    | Espagne          | José Luis Rodriguez | 15,46 m  |
| 8    | Bulgarie         | Tzetzo Dragnev      | 15,33 m  |

### Saut à la perche
| Rang | Pays                 | Athlète             | Hauteur |
| ---- | -------------------- | ------------------- | ------- |
| 1    | Union soviétique     | Aleksandr Dolgov    | 5,00 m  |
| 2    | Suisse               | Felix Bohni         | 4,80 m  |
| 3    | Union soviétique     | Aleksandr Vostrikov | 4,80 m  |
| 4    | Pologne              | Mariusz Klimczyk    | 4,80 m  |
| 5    | Allemagne de l'Est   | Hans-Jürgen Elbel   | 4,80 m  |
| 6    | Allemagne de l'Ouest | Wolfgang Reinbold   | 4,65 m  |
| 7    | France               | Yvan Nanot          | 4,65 m  |
| 8    | Italie               | Domenico D'Alisera  | 4,65 m  |

### Lancer du javelot
| Rang | Pays                 | Athlète           | Distance |
| ---- | -------------------- | ----------------- | -------- |
| 1    | Union soviétique     | Ivan Gromov       | 77,92 m  |
| 2    | Allemagne de l'Ouest | Udo Maussnest     | 76,00 m  |
| 3    | Union soviétique     | Yuriy Kopylov     | 75,54 m  |
| 4    | France               | Philippe Kuentz   | 72,88 m  |
| 5    | France               | Stéphane Milliez  | 72,68 m  |
| 6    | Allemagne de l'Ouest | Klaus Tafelmeier  | 71,86 m  |
| 7    | Norvège              | Reidar Lorentzen  | 71,28 m  |
| 8    | Finlande             | Pentti Sinersaari | 69,70 m  |

| Rang | Pays                 | Athlète           | Distance |
| ---- | -------------------- | ----------------- | -------- |
| 1    | Union soviétique     | Leolita Blodniece | 60,62 m  |
| 2    | Tchécoslovaquie      | Drahomira Dryeova | 57,44 m  |
| 3    | Union soviétique     | Vera Portnova     | 55,62 m  |
| 4    | Bulgarie             | Anka Partsuneva   | 53,64 m  |
| 5    | Grèce                | Sofia Sakorafa    | 53,18 m  |
| 6    | Allemagne de l'Ouest | Monika Fuchs      | 52,26 m  |
| 7    | Bulgarie             | Slava Arabadzheva | 51,84 m  |
| 8    | Allemagne de l'Ouest | Heidi Repser      | 50,42 m  |

### Lancer du disque
| Rang | Pays               | Athlète          | Distance |
| ---- | ------------------ | ---------------- | -------- |
| 1    | Allemagne de l'Est | Helmut Klink     | 55,48 m  |
| 2    | Bulgarie           | Kiril Georgiev   | 54,84 m  |
| 3    | Union soviétique   | Igor Duginyets   | 53,70 m  |
| 4    | Bulgarie           | Nikolai Gemizhev | 51,82 m  |
| 5    | Hongrie            | Alfonz Saskoi    | 51,46 m  |
| 6    | Pologne            | Dariusz Juzyszyn | 50,40 m  |
| 7    | Italie             | Fabrizio Lacchia | 50,20 m  |
| 8    | Finlande           | Pasi Porola      | 48,70 m  |

| Rang | Pays               | Athlète             | Distance |
| ---- | ------------------ | ------------------- | -------- |
| 1    | Allemagne de l'Est | Katrin Wenzel       | 55,06 m  |
| 2    | Hongrie            | Katalin Csoke       | 50,48 m  |
| 3    | Bulgarie           | Tanya Racheva       | 50,46 m  |
| 4    | Allemagne de l'Est | Sieglinde Bludau    | 49,76 m  |
| 5    | Hongrie            | Agnes Tomasovszky   | 46,82 m  |
| 6    | Pays-Bas           | Bea Wiarda          | 44,54 m  |
| 7    | Italie             | Maristella Bano     | 43,60 m  |
| 8    | Tchécoslovaquie    | Gabriela Hanulakova | 43,10 m  |

### Lancer du poids
| Rang | Pays               | Athlète            | Distance |
| ---- | ------------------ | ------------------ | -------- |
| 1    | Union soviétique   | Vladimir Kisselyev | 18,27 m  |
| 2    | Allemagne de l'Est | Roland Hohne       | 18,16 m  |
| 3    | France             | Luc Viudès         | 17,36 m  |
| 4    | Pologne            | Wincenty Dybalski  | 17,24 m  |
| 5    | Union soviétique   | Sergey Levin       | 16,91 m  |
| 6    | France             | René-Jean Coquin   | 16,82 m  |
| 7    | Italie             | Bruno Zecchi       | 16,73 m  |
| 8    | Finlande           | Aulis Toivonen     | 16,64 m  |

| Rang | Pays               | Athlète               | Distance |
| ---- | ------------------ | --------------------- | -------- |
| 1    | Bulgarie           | Verzhinia Vesselinova | 17,30 m  |
| 2    | Bulgarie           | Zhivka Dimitrova      | 17,05 m  |
| 3    | Allemagne de l'Est | Karin Kracik          | 16,21 m  |
| 4    | Union soviétique   | Lyubov Kharitonchik   | 16,17 m  |
| 5    | Union soviétique   | Olga Khoroshilova     | 15,19 m  |
| 6    | Finlande           | Tuula Kivi            | 14,42 m  |
| 7    | Italie             | Angela Anzellotti     | 14,32 m  |
| 8    | Tchécoslovaquie    | Gabriela Hanulakova   | 14,03 m  |

### Lancer du marteau
| Rang | Pays                 | Athlète            | Distance |
| ---- | -------------------- | ------------------ | -------- |
| 1    | Allemagne de l'Est   | Detlef Gerstenberg | 70,08 m  |
| 2    | Allemagne de l'Ouest | Klaus Ploghaus     | 65,90 m  |
| 3    | Union soviétique     | Sergey Litvinov    | 64,44 m  |
| 4    | Allemagne de l'Ouest | Manfred Schubert   | 61,18 m  |
| 5    | France               | Philippe Suriray   | 60,46 m  |
| 6    | Roumanie             | Nicolae Bindar     | 59,68 m  |
| 7    | Bulgarie             | Karalampi Georgiev | 58,16 m  |
| 8    | Norvège              | Jostein Aukland    | 58,00 m  |

### 4 × 100 m relais
| Rang | Pays                 | Athlètes                                                                             | Temps   |
| ---- | -------------------- | ------------------------------------------------------------------------------------ | ------- |
| 1    | France               | Jean-Claude Amoureux Marc Machabey Jean-Jacques Matz Erik Guy                        | 40 s 07 |
| 2    | Allemagne de l'Ouest | Werner Bastians Friedhelm Heckel Michael Gruse Robert Tempel                         | 40 s 25 |
| 3    | Espagne              | Josep Carbonell Juan Reventer Miguel Arnau Ángel Heras                               | 40 s 52 |
| 4    | Pologne              | Marian Woronin Antoni Hrynkiewicz Janusz Formaniewicz Stefan Matysiak                | 40 s 57 |
| 5    | Union soviétique     | Sergey Golius Aleksandr Kamanin Yuriy Naumenko Yuriy Soyn                            | 40 s 59 |
| 6    | Suisse               | Urs Gisler Stefan Werndli Roberto Schneider Thomas Wild                              | 40 s 96 |
| 7    | Italie               | Piero Garavaglia Roberto Mariani Maurizio Mercuri Eddy Albertin                      | 41 s 05 |
| 8    | Grèce                | Nikólaos Angelopoulos Anargyros Velotas Kharalambos Tsandilas Yeóryios Georgiopoulos | 41 s 69 |

| Rang | Pays                 | Athlètes                                                              | Temps   |
| ---- | -------------------- | --------------------------------------------------------------------- | ------- |
| 1    | Allemagne de l'Est   | Petra Koppetsch Marlies Oelsner Margit Sinzel Christine Brehmer       | 44 s 05 |
| 2    | Pologne              | Elżbieta Stachurska Barbara Mika Zofia Filip Ewa Witkowska            | 44 s 93 |
| 3    | Allemagne de l'Ouest | Claudia Steger Dagmar Schenten Birgit Seiring Ina Wallburg            | 45 s 32 |
| 4    | Union soviétique     | Olga Kostrikova Lyubov Ivanova Lyudmila Kondratyeva Mariya Kulchunova | 45 s 51 |
| 5    | Suède                | Lena Karlsson Lena Möller Jeanette Rangeby Marianne Lindgren          | 46 s 88 |
| 6    | Yougoslavie          | Dijana Sokac Dragana Filipovic Ines Rišlavy Olivera Jeremic           | 47 s 77 |
| 7    | Grèce                | Eléni Biri Anthi Papakhristopoúlou Sinovia Tsolaki María Neofytou     | 48 s 60 |
| 8    | Albanie              | Yllka Bylyku Tatjana Cavo Sh. Osmani Engjellushe Spaho                | 49 s 93 |

### 4 × 400 m relais
| Rang | Pays                 | Athlètes                                                          | Temps        |
| ---- | -------------------- | ----------------------------------------------------------------- | ------------ |
| 1    | Allemagne de l'Est   | Volker Beck Bernd Reimann Ronald Röder Andreas Munch              | 3 min 08 s 7 |
| 2    | Allemagne de l'Ouest | Harald Schmid Ludger Zander Gerhard Trabert Volker Längsfeld      | 3 min 09 s 0 |
| 3    | Pologne              | Henryk Galant Wieslaw Puchalski Edward Antczak Marek Jakubczyk    | 3 min 09 s 7 |
| 4    | Italie               | Daniele Zanini Emanuele Allegri Giovanni Bongiorni Bruno Magnani  | 3 min 10 s 7 |
| 5    | Royaume-Uni          | Jeff Griffiths Peter Hoffmann Brian Jones Christopher van Rees    | 3 min 11 s 5 |
| 6    | France               | Jean-François Richez Didier Brel Robert Fretel Hector Llatser     | 3 min 13 s 4 |
| 7    | Union soviétique     | Yuriy Naumenko Remigijus Valiulis Aleksandr Falin Yuriy Tarabarin | 3 min 13 s 8 |
| 8    | Yougoslavie          | Zeljko Knapic Miki Prstec Nedo Zeljkovic Vane Keržan              | 3 min 15 s 2 |

| Rang | Pays                 | Athlètes                                                      | Temps        |
| ---- | -------------------- | ------------------------------------------------------------- | ------------ |
| 1    | Allemagne de l'Est   | Christine Brehmer Marita Koch Margit Sinzel Hildegard Ullrich | 3 min 33 s 7 |
| 2    | Allemagne de l'Ouest | Angelika Stachowicz Maria Kögel Ursula Hook Heike Neumann     | 3 min 37 s 9 |
| 3    | Royaume-Uni          | Anne Clarkson Diane Heath Ruth Kennedy Karen Williams         | 3 min 39 s 1 |
| 4    | Belgique             | Rosine Wallez Régine Berg Rita Thijs Brigitte Van Dormael     | 3 min 39 s 2 |
| 5    | Yougoslavie          | Anica Golijanin Vesna Juras Nada Avdibasic Aniko Sos          | 3 min 43 s 0 |
| 6    | Pays-Bas             | Olga Commandeur Ineke Hussaarts Fieke Kamps Erna Smit         | 3 min 47 s 8 |
| 7    | Albanie              | Marinda Preka S. Osmani Yllka Bylyku Engjellushe Spaho        | 3 min 59 s 5 |

### Décathlon/Pentathlon
| Rang | Pays                 | Athlète          | Points    |
| ---- | -------------------- | ---------------- | --------- |
| 1    | Allemagne de l'Ouest | Eckart Muller    | 7 706 pts |
| 2    | Autriche             | Georg Werthner   | 7 468 pts |
| 3    | Union soviétique     | Anatoliy Novikov | 7 424 pts |
| 4    | Union soviétique     | Tõnu Kaukis      | 7 357 pts |
| 5    | Allemagne de l'Ouest | Jens Schulze     | 7 300 pts |
| 6    | France               | Serge Morth      | 7 297 pts |
| 7    | Finlande             | Kari-Pekka Lax   | 7 065 pts |
| 8    | France               | Gilles Delaune   | 7 027 pts |

| Rang | Pays                 | Athlète            | Points    |
| ---- | -------------------- | ------------------ | --------- |
| 1    | Allemagne de l'Ouest | Brigitte Holzapfel | 4 450 pts |
| 2    | Allemagne de l'Est   | Andrea Seeger      | 4 389 pts |
| 3    | Autriche             | Petra Prenner      | 4 363 pts |
| 4    | Allemagne de l'Ouest | Heike Schmidt      | 4 313 pts |
| 5    | Autriche             | Riki Lechner       | 4 162 pts |
| 6    | Allemagne de l'Est   | Te Glatte          | 4 113 pts |
| 7    | Suède                | Annette Tannander  | 4 004 pts |
| 8    | Tchécoslovaquie      | Vanda Novakova     | 4 000 pts |

## Légende
- dnf : abandon
- dsq : disqualification